# 장도 (후한)
장도(張導, ? ~ ?)는 중국 후한 말기의 관료로, 자는 경명(景明)이며 하내군 수무현(脩武縣) 사람이다.

## 생애
광화 3년(180년), 거록군의 장수(漳水)가 나루터에서 범람하여 농사를 지을 수 없게 되었다. 거록태수 장도는 지도를 보면서 물의 흐르는 방향과 굴곡을 조사하여 승(丞) 팽참(彭參)·연(掾) 마도숭(馬道嵩) 등과 함께 제방을 쌓아 물의 흐름을 바로잡았다. 이는 백성들에게 큰 도움이 되었고, 장도의 이 업적은 《장하신단비》(漳河神壇碑)에 기록되었다.
이후 산동(山東)에서 의병이 일어나자, 장도는 맹약을 맺는 의식으로써 단상에 올라가 피를 마셨으며 이후 원소를 섬겼다.
초평 2년(191년), 순심·고간·곽도·신평 등과 함께 한복을 설득하여 기주를 원소에게 넘겼다.
훗날 장도는 헌제를 알현하고 작위를 수여받았다. 이 일로 장도는 원소의 미움을 사 자기 자신은 물론 일가족이 모두 처형당하였다.